# Gobiiformes
Ordre
Les Gobiiformes sont un ordre de poissons téléostéens.

## Description
D'après Wiley et Johnston (2010), les Gobiiformes sont caractérisés par les synapomorphies suivantes :

« 1. Présence d'un cartilage intercléithral pelvien.
2. Présence d'un cartilage intercléithral ventral.
3. Les sagittae et les lapilli ont des primordia distinctement allongés,.
4. Les glandes du canal spermatique sont bien développées,.
5. Les hypuraux 1 et 2 sont fusionnés ; les hypuraux 3 et 4 sont fusionnés entre eux et à l'urostyle (voir Winterbottom 1993 pour une discussion sur la variation dans les autres taxons).
6. Les arches neurales et hémales et les épines associées se développent comme des os membraneux avec peu ou pas de précurseurs cartilagineux. Ce caractère est rare chez les acanthomorphes ; voir Johnson & Brothers (1993) pour quelques exceptions.
7. La première arche neurale est fusionnée au premier centrum dès sa première apparition dans l'ontogenèse.
8. Le rayon pectoral le plus dorsal s'articule avec la marge postérieure du rayon actinoste le plus dorsal (ou du cartilage radial) plutôt qu'avec la scapula ; la partie médiane du rayon est dépourvue de base articulaire élargie et, dans l'ontogenèse précoce, n'enlace pas le cartilage ovoïde situé à l'angle postéro-dorsal du cartilage scapulo-coracoïdien.
9. L'interhyal n'est pas articulé à la jonction entre le symplectique et l'hyomandibulaire,.
10. Absence de pariétaux,,,,. Comme l'a résumé Winterbottom (1993), les pariétaux sont également absents chez les tétraodontiformes, plusieurs acanthuroïdes, certains smegmamorphes, et les batrachoidiformes.
11. Absence de basisphenoïdes,. Les basisphenoïdes sont également absents chez divers autres perciformes (par exemple, les zoarcoïdes et les gobiesocidés).
12. Présence de deux infraorbitaux ou moins,.
13. Absence de supraneuraux,. Ils sont également absents chez divers autres perciformes (voir par exemple Johnson,).
14. Le basibranchial 1 est cartilagineux. Cela est également observé chez les gobiesocidés. Springer a noté deux exceptions parmi les gobioïdes où le basibranchial 1 est ossifié - aucun n'étant un membre basal du sous-ordre. »

— traduction libre depuis l'anglais, Wiley et Johnston.

## Liste des familles
Selon World Register of Marine Species (9 juin 2024) :
- Eleotridae Bonaparte, 1835
- Gobiidae Cuvier, 1816
- Kraemeriidae Whitley, 1935
- Microdesmidae Regan, 1912
- Odontobutidae Hoese & Gill, 1993
- Rhyacichthyidae Jordan, 1905
- Schindleriidae Giltay, 1934
- Thalasseleotrididae Gill & Mooi, 2012
- Trichonotidae Günther, 1861
- Xenisthmidae Miller, 1973

Toujours d'après le World Register of Marine Species (9 juin 2024), 3 familles de l'ancien ordre de Gobioidei (aujourd'hui mis en synonymie avec les Gobiiformes dans la classification WORMS) ont été rétrogradées en sous-familles. Il s'agit des familles :
- Butidae Bleeker, 1874, rétrogradée au rang de sous-famille des Eleotridae, et acceptée en tant que Butinae Bleeker, 1874
- Milyeringidae Whitley, 1945, rétrogradée au rang de sous-famille des Eleotridae, et acceptée en tant que Milyeringinae Whitley, 1945
- Oxudercidae Günther, 1861, rétrogradée au rang de sous-famille des Gobiiidae, et acceptée en tant que Oxudercinae Günther, 1861

L'article de Parenti publié en 2021 qui recense les Gobiiformes du monde entier indique, en suivant Agorreta et al. (2013), que les espèces et les genres de cet ordre sont regroupés au sein de sept familles : Rhyacichthyidae, Odontobutidae, Butidae, Eleotrididae, Milyeringidae, Thalasseleotrididae et Gobiidae. L'ancienne famille des Xenisthmidae étant incluse dans les Eleotrididae. Sa liste contient 3585 noms d'espèces nominales (dont 77 noms incertae sedis et 50 noms non disponibles) représentant 2310 espèces valides dans 324 genres.
Par ailleurs, se fondant sur la classification de Betancur-R, et al. (2017) et des analyses moléculaires, McCraney et al. (2020) proposent une classification des Gobiara, clade regroupant les Kurtiformes (avec comme sous-ordres les Kurtoidei et les Apogonoidei) et les Gobiiformes (avec comme sous-ordres les Trichonotoidei : famille des Trichonotidae, et les Gobioidei : familles des Rhyacichthyidae, Odontobutidae, Milyeringidae, Eleotridae, Butidae, Thalasseleotrididae, Oxudercidae et Gobiidae).
La classification du catalogue d'Eschmeyer qui fait autorité pour les poissons indique quant à elle les familles et sous-familles suivantes pour l'ordre des Gobiiformes (mise à jour du 6 février 2024) :
| Familles            | Sous-familles  | Genres disponibles | Genres valides | Genres des dix dernières années (2015 - 2024) | Espèces disponibles | Espèces valides | Espèces des dix dernières années (2015 - 2024) |
| Rhyacichthyidae     |                | 4                  | 2              | 0                                             | 7                   | 4               | 0                                              |
| Odontobutidae       |                | 7                  | 7              | 1                                             | 35                  | 25              | 2                                              |
| Eleotridae          |                | 75                 | 35             | 1                                             | 379                 | 211             | 29                                             |
|                     | Butinae        | 23                 | 11             | 0                                             | 95                  | 55              | 5                                              |
|                     | Eleotrinae     | 5                  | 22             | 1                                             | 266                 | 151             | 24                                             |
|                     | Milyeringinae  | 2                  | 2              | 0                                             | 6                   | 5               | 0                                              |
| Thalasseleotrididae |                | 3                  | 3              | 1                                             | 4                   | 4               | 1                                              |
| Gobiidae            |                | 497                | 261            | 12                                            | 2978                | 2000            | 279                                            |
|                     | Sicydiinae     | 23                 | 9              | 0                                             | 171                 | 119             | 11                                             |
|                     | Gobionellinae  | 159                | 73             | 1                                             | 806                 | 505             | 65                                             |
|                     | Oxudercinae    | 13                 | 10             | 0                                             | 120                 | 44              | 1                                              |
|                     | Amblyopinae    | 23                 | 15             | 2                                             | 71                  | 37              | 3                                              |
|                     | Gobiinae       | 279                | 154            | 9                                             | 1785                | 1295            | 199                                            |
| Kraemeriidae        |                | 5                  | 2              | 0                                             | 12                  | 9               | 0                                              |
| Microdesmidae       |                | 27                 | 13             | 1                                             | 113                 | 94              | 8                                              |
|                     | Microdesminae  | 7                  | 5              | 0                                             | 36                  | 32              | 0                                              |
|                     | Ptereleotrinae | 20                 | 8              | 1                                             | 76                  | 62              | 8                                              |
| Xenisthmidae        |                | 10                 | 6              | 0                                             | 20                  | 17              | 3                                              |
| Schindleriidae      |                | 1                  | 1              | 0                                             | 11                  | 11              | 8                                              |
|                     |                | 1228               | 639            | 30                                            | 6991                | 4680            | 646                                            |

## Classification
Le nom valide de ce taxon est Gobiiformes Günther, 1880,.
Gobiiformes a pour synonyme, :
- Gobioidei Berg, 1940 (sous-ordre désormais invalide en tant qu'ordre, depuis 2009[26])

## Publication originale
- (en) Albert C. L. G. Günther, An Introduction to the Study of Fishes, Édimbourg, Adam and Charles Black, 1880, 720 p. (DOI 10.5962/bhl.title.16294, lire en ligne), p. 483-489.